# Humpsjön
Humpsjön är en sjö i Kramfors kommun i Ångermanland och ingår i Nätraån-Ångermanälvens kustområde. Sjön har en area på 0,15 kvadratkilometer och ligger 17 meter över havet.

## Delavrinningsområde
Humpsjön ingår i det delavrinningsområde (698822-161909) som SMHI kallar för Utloppet av Humpsjön. Medelhöjden är 119 meter över havet och ytan är 3,71 kvadratkilometer. Det finns ett avrinningsområde uppströms, och räknas det in blir den ackumulerade arean 17,37 kvadratkilometer. Vattendraget som avvattnar avrinningsområdet har biflödesordning 3, vilket innebär att vattnet flödar genom totalt 3 vattendrag innan det når havet efter 4,3 kilometer. Avrinningsområdet består mestadels av skog (78 procent). Avrinningsområdet har 0,15 kvadratkilometer vattenytor vilket ger det en sjöprocent på 4 procent.